# ジョン・ヒーリー
ジョン・ヒーリー（英:John Healey、1960年2月13日 - ）は、イギリスの政治家。
庶民院議員（8期）、国防大臣（第27代）。財務長官、地方自治担当大臣、住宅計画担当大臣を歴任した。

## 来歴
ウェイクフィールド生まれ。レディ・ラムリーズ・スクール、セント・ピーターズ・スクールを卒業後、ケンブリッジ大学クライスツ・カレッジで社会学と政治学を学び1982年に学士号を取得した。
大学卒業後、雑誌編集や障害者養護を訴える活動家などを経験した後、1992年から労働組合で職員として働いた。
1992年の総選挙では労働党から立候補するも、得票率13.8%で3位に終わった。
1997年の総選挙で、ウェントワース選挙区の労働党候補者として立候補し、初当選した。
2009年の内閣改造で住宅計画担当大臣として初入閣した。在任中に、より多くの人々が自分の家を買うのではなく、賃貸物件を利用することは良いことだと発言したことで批判された。
2010年に労働党が野党に転落した後、影の保健大臣に任命されたが、2011年に家族と過ごす時間を増やすために辞任した。
ジェレミー・コービンの影の内閣では影の住宅大臣に任命された。
キア・スターマーの影の内閣では影の国防大臣に任命された。影の防衛大臣としてヒーリーは、2022年のロシアによるウクライナ侵攻以来、ウクライナへの支持を繰り返し強調し、イギリスのウクライナ支援を承認し、将来の労働党政権下でも支援を継続することを約束した。
ヒーリーは、イギリス軍への支出を増やして軍事力を強化し、NATOやヨーロッパ諸国と安全保障と防衛問題で緊密に協力し、リーダーシップを発揮し、「包括的な英独防衛安全保障協定」を結ぶべきだと主張している。
2024年4月、ヒーリーは2030年までにイギリスの防衛費をGDPの2.5%に引き上げ、英国とその能力に対する脅威の戦略的見直しを委託することを約束した。
2024年の総選挙で労働党が政権を獲得しスターマー内閣が発足したことを受けて、国防大臣に就任した。